# (17036) Krugly
(17036) Krugly (1999 FD10) – planetoida z pasa głównego asteroid okrążająca Słońce w ciągu 4,02 lat w średniej odległości 2,53 j.a. Odkryta 22 marca 1999 roku.